# Przysypka
Przysypka – wieś w Polsce położona w województwie kujawsko-pomorskim, w powiecie włocławskim, w gminie Chodecz.
| SIMC    | Nazwa      | Rodzaj    |
| ------- | ---------- | --------- |
| 1033540 | Botkowizna | część wsi |
| 0861015 | Brzozowa   | część wsi |
| 0861021 | Narty      | część wsi |

W latach 1975–1998 miejscowość administracyjnie należała do województwa włocławskiego. Według Narodowego Spisu Powszechnego (III 2011 r.) liczyła 52 mieszkańców. Jest 24. co do wielkości miejscowością gminy Chodecz.